# Rafael Redwitz

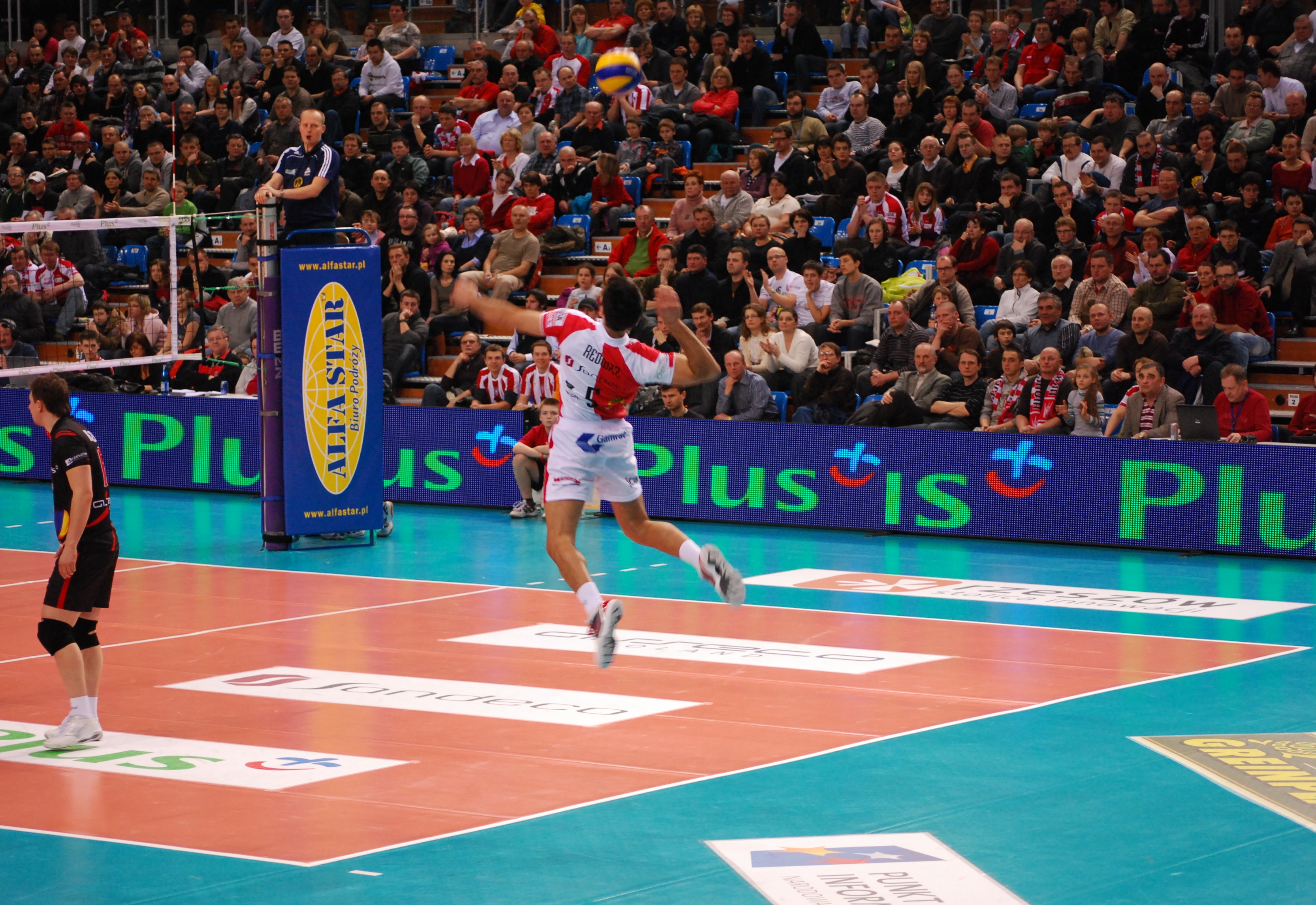

Rafael Redwitz est un joueur franco-brésilien de volley-ball né le 12 août 1980 à Curitiba (Paraná). Il mesure 1,91 m et joue passeur. Il totalise 4 sélections en équipe du Brésil et 40sélections en équipe de France.
Après avoir entraîné le Nice Volley Ball entre 2021 et 2023, il est aujourd'hui entraîneur du Narbonne Volley.

## Biographie
Il est le mari de la journaliste sportive Marion Detranchant.

## Clubs
| Club                | De        | À         |
| ------------------- | --------- | --------- |
| Andorra TX          | 2003-2004 | 2003-2004 |
| Arago de Sète       | 2004-2005 | 2004-2005 |
| Paris Volley        | 2005-2006 | 2007-2008 |
| Volley Forlì        | 2008-2009 | 2008-2009 |
| Resovia Rzeszów     | 2009-2010 | 2009-2010 |
| Tours VB            | 2010-2011 | 2011-2012 |
| Iskra Odintsovo     | 2012-2013 | 2012-2013 |
| Montpellier UC      | 2013-2014 | 2014-2015 |
| AZS Częstochowa     | 2014-2015 | 2015-2016 |
| Arago de Sète       | 2016-2017 | 2017-2018 |
| Resovia Rzeszów     | 2018-2019 | 2018-2019 |
| VfB Friedrichshafen | 2018-2019 | 2018-2019 |
| Narbonne Volley     | 2019-2020 | 2019-2020 |
| PRC Ravenne         | 2020-2021 | 2020-2021 |

## Palmarès

### En sélection nationale
- Copa America
  -  : 2007.

### En club
- Challenge Cup
  - Troisième : 2006.
- Championnat de France (4)
  - Vainqueur : 2006, 2007, 2008, 2012.
  - Finaliste : 2005, 2011.
- Coupe de France (1)
  - Vainqueur : 2011.
- Supercoupe de France (1)
  - Vainqueur : 2006.
- Championnat d'Allemagne
  - Finaliste : 2019.
- Coupe d'Allemagne (1)
  - Vainqueur : 2019.
- Supercoupe d'Allemagne (1)
  - Vainqueur : 2018.
- Championnat de Pologne
  - Troisième : 2010.
- Coupe de Pologne
  - Finaliste : 2010.

### Distinctions individuelles
- 2008 : Championnat de France (Div. A) — Meilleur passeur & MVP du championnat
- 2010 : Coupe de Pologne — Meilleur passeur
- 2012 : Championnat de France (Div. A) — Meilleur passeur